# 韓春 (弘治舉人)
韓春（15世紀—16世紀），字景輝，湖廣襄陽府襄陽縣人，明朝政治人物。

## 生平
韓春為人好學篤行，得鄉人尊重，是弘治十四年（1501年）辛酉科湖廣鄉試舉人，授南充知縣，憂國愛民，有古循吏風範，致仕後在家去世。

## 引用
1. 1 2  同治《襄陽縣志·卷六·人物》：韓春，字景輝，敏學篤行，鄉人重之，以舉人任蜀南充令，憂國愛民，有古循吏風，致仕家居卒。 府志……選舉……明……（弘治）十四年辛酉科（舉人）韓春 南充知縣 府志